# Kyū Jō Show!!
«Kyū Jō Show!!» (急☆上☆Show!! Kyū Jō Shō!!?) es el décimo sencillo lanzado por la boy band japonesa Kanjani8.

## Lista de pistas

### Edición Regular
1. " Kyū Jō Show!! "
2. " Brilliant Blue "
3. " cinematic "
4. " Hitotsu no Uta "
5. " Kyū Jō Show!! <Original Karaoke> "
6. " Brilliant Blue <Original Karaoke> "
7. " cinematic <Original Karaoke> "
8. " Hitotsu no Uta <Original Karaoke> "

### Edición Limitada A
1. " Kyū Jō Show!! "
2. " Hitotsu no Uta "

#### DVD
1. Kyū Jō Show!! Promotional Video

### Edición Limitada B
1. " Kyū Jō Show!! "
2. " Hitotsu no Uta "

#### DVD
1. Hitotsu no Uta Director's Cut

## Listas
| Semana                  | Oricon Weekly      | Máxima Posición | Ventas Totales |
| ----------------------- | ------------------ | --------------- | -------------- |
| 16 de noviembre de 2009 | Noviembre Semana 3 | 1               | 271.516        |
| 23 de noviembre de 2009 | Noviembre Semana 4 | 10              | 15.977         |
| 30 de noviembre de 2009 | Noviembre Semana 5 | 27              | 5.357          |